# Kiss Me, Kate
Kiss Me, Kate (Kiss Me, Kate - O Beijo da Megera, em português) é um musical com música e letras de Cole Porter e roteiro de Bella e Samuel Spewack. A trama gira em torno da produção de uma versão musical de A Megera Domada, de William Shakespeare, e dos conflitos dentro e fora do palco entre Fred Graham – diretor, produtor e protagonista do espetáculo – e sua ex-esposa, Lilli Vanessi, que interpreta o papel principal. Paralelamente, há um romance secundário entre Lois Lane, a atriz que interpreta Bianca, e seu namorado jogador, Bill, que se envolve em problemas com gângsteres. A produção original contou com Alfred Drake, Patricia Morison, Lisa Kirk e Harold Lang no elenco.
O musical foi a resposta de Porter a Oklahoma! e a outros espetáculos integrados de Rodgers e Hammerstein, sendo o primeiro em que suas músicas e letras foram totalmente conectadas ao roteiro. Kiss Me, Kate estreou em 1948 e se tornou o único espetáculo de Porter a ultrapassar 1.000 apresentações na Broadway. O musical estreou em 1948 e se tornou o único espetáculo de Porter a ultrapassar 1.000 apresentações na Broadway. Em 1949, venceu o primeiro Tony Award de Melhor Musical.

## Desenvolvimento
O produtor Arnold Saint-Subber teve a ideia para Kiss Me, Kate após presenciar as discussões dentro e fora do palco do casal de atores Alfred Lunt e Lynn Fontanne durante a montagem de A Megera Domada em 1935. Em 1947, ele convidou os Spewack – que, na época, também enfrentavam problemas conjugais – para escrever o roteiro. Bella Spewack, por sua vez, chamou Cole Porter para compor a música e as letras.
A trilha de Porter combinou diversos estilos musicais, incluindo influências da Renascença Italiana, das óperas de Verdi, do blues e da valsa vienense. A canção Brush Up Your Shakespeare foi inspirada na valsa híbrida Bowery waltz, de 1897. Na composição das letras, Porter incorporou temas e linguagem shakespearianos sem torná-los excessivamente complexos. A música Always True to You in My Fashion foi inspirada no poema Non Sum Qualis Eram Bonae Sub Regno Cynarae, de Ernest Dowson, especialmente no verso recorrente: "I have been faithful to thee, Cynara, in my fashion” (Fui fiel a ti, Cynara, à minha maneira).

## Elencos
| Character               | Original Broadway cast (1948) | Original West End cast (1951) | 1999 Broadway revival | 2019 Broadway revival | Brasil 2015        | Brasil 2023       |
| ----------------------- | ----------------------------- | ----------------------------- | --------------------- | --------------------- | ------------------ | ----------------- |
| Fred Graham/Petruchio   | Alfred Drake                  | Bill Johnson                  | Brian Stokes Mitchell | Will Chase            | José Mayer         | Miguel Falabella  |
| Lilli Vanessi/Katharine | Patricia Morison              | Patricia Morison              | Marin Mazzie          | Kelli O'Hara          | Alessandra Verney  | Alessandra Verney |
| Bill Calhoun/Lucentio   | Harold Lang                   | Walter Long                   | Michael Berresse      | Corbin Bleu           | Guilherme Logullo  | Guilherme Logullo |
| Lois Lane/Bianca        | Lisa Kirk                     | Julie Wilson                  | Amy Spanger           | Stephanie Styles      | Fabi Bang          | Bruna Guerin      |
| First Man               | Harry Clark                   | Danny Green                   | Lee Wilkof            | John Pankow           | Chico Caruso       | Fafy Siqueira     |
| Second Man              | Jack Diamond                  | Sidney James                  | Michael Mulheren      | Lance Coadie Williams | Will Anderson      | Edgar Bustamante  |
| Harrison Howell         | Denis Green                   | Austin Trevor                 | Ron Holgate           | Terence Archie        | Leo Wainer         | Fred Silveira     |
| Henry Trevor/Baptista   | Thomas Holer                  | Daniel Wherry                 | John Horton           | Mel Johnson, Jr.      | Jitman Vibranovski | Fernando Patau    |
| Hattie                  | Annabelle Hill                | Adelaide Hall                 | Adriane Lenox         | Adrienne Walker       | Ivanna Domenyco    | Mari Gallindo     |
| Paul                    | Lorenzo Fuller                | Archie Savage                 | Stanley Wayne Mathis  | James T. Lane         | Ruben Guabira      | Rafael Machado    |

## Enredo

### Ato I
O elenco de uma versão musical de A Megera Domada, de William Shakespeare, está ensaiando para a estreia do espetáculo naquela noite ("Another Op'nin', Another Show"). O egocêntrico Fred Graham é o diretor e produtor do musical, além de interpretar Petruchio. Sua ex-esposa e estrela de cinema, Lilli Vanessi, assume o papel de Catarina. Os dois estão constantemente discutindo, e Lilli está especialmente irritada porque Fred está cortejando a jovem e sedutora atriz Lois Lane, que interpreta Bianca. Após o ensaio, o namorado de Lois, Bill, aparece. Ele interpreta Lucentio, mas perdeu o ensaio porque estava jogando. Bill confessa que assinou um vale de $10.000 no nome de Fred, e Lois o repreende ("Why Can't You Behave?").
Antes da estreia, Fred e Lilli se encontram nos bastidores. Lilli exibe seu anel de noivado, presente do influente político Harrison Howell, e relembra Fred de que é o aniversário do divórcio deles. Os dois recordam a opereta na qual se conheceram, que incluía a valsa vienense "Wunderbar". Entre lembranças e nostalgia, acabam cantando e dançando juntos. Dois gângsteres aparecem para cobrar o vale de $10.000, e Fred afirma que nunca o assinou. Os criminosos, compreensivos, dizem que darão um tempo para ele "se lembrar" e prometem voltar depois.
No camarim, Lilli recebe flores de Fred e se declara ainda "So In Love" com ele. Fred tenta impedir que ela leia o cartão que acompanha o presente, pois nele há a revelação de que as flores eram, na verdade, destinadas a Lois. No entanto, Lilli decide levar o bilhete com ela para o palco, afirmando que o lerá mais tarde.
O espetáculo começa ("We Open in Venice"). Baptista, o pai de Catarina e Bianca, só permitirá que a filha mais nova se case quando a mais velha encontrar um marido. No entanto, Catarina é briguenta e temperamental, e nenhum homem deseja desposá-la. Três pretendentes – Lucentio, Hortensio e Gremio – tentam cortejar Bianca, e ela afirma que se casaria com qualquer um deles ("Tom, Dick, or Harry").
Petruchio, amigo de Lucentio, expressa seu desejo de se casar com uma mulher rica ("I've Come to Wive it Wealthily in Padua"). Os pretendentes tramam um plano para que ele se case com Catarina, já que Baptista é um homem abastado. No entanto, Catarina não tem nenhuma intenção de se casar ("I Hate Men"). Petruchio tenta conquistá-la ("Were Thine That Special Face").
Nos bastidores, Lilli finalmente lê o cartão e descobre que as flores não eram para ela. Furiosa, entra no palco fora de cena e começa a agredir Fred. Ele e os outros atores tentam manter a encenação enquanto Baptista concede a mão de Catarina a Petruchio. Lilli continua a bater em Fred, e ele acaba revidando, dando-lhe uma surra em cena. Nos bastidores, Lilli declara que deixará o espetáculo imediatamente. No entanto, os gângsteres reaparecem, e Fred os convence de que, se Lilli sair, o show será cancelado e ele não poderá pagar os $10.000. Assim, os criminosos a forçam a continuar, ameaçando-a com uma arma.
De volta ao palco, Bianca e Lucentio dançam enquanto o coro canta "We Sing of Love", cobrindo a troca de cenário. Quando a cortina se abre, revela-se a fachada de uma igreja. Catarina e Petruchio acabam de se casar e saem da cerimônia. Os gângsteres, agora vestidos com trajes shakespearianos, garantem que Lilli permaneça na peça. Petruchio insiste para que Catarina o beije, mas ela se recusa. Ele a levanta nos ombros e a carrega para fora do palco enquanto ela lhe dá socos nos ombros ("Kiss Me, Kate").

### Ato II
Durante o intervalo do espetáculo, o elenco e a equipe relaxam no beco atrás do teatro. Paul (assistente de Fred) e outros membros da equipe lamentam que está "Quente Demais" ("Too Darn Hot") para encontrarem seus amores naquela noite. A peça continua, e Petruchio tenta "domar" Katherine, ao mesmo tempo em que lamenta a vida de solteiro que perdeu ("Where Is the Life That Late I Led?"). Nos bastidores, o noivo de Lilli, Harrison Howell, chega ao teatro à sua procura. Ele encontra Lois, que o reconhece como um antigo amante, mas promete não contar nada a Lilli. Bill ouve essa conversa e fica surpreso, mas Lois o tranquiliza, dizendo que, mesmo se envolver com outros homens, continua fiel a ele à sua maneira ("Always True to You in My Fashion").
Lilli tenta explicar a Howell que está sendo forçada a permanecer no teatro pelos gângsteres, mas ele não acredita nela e insiste em falar sobre os preparativos para o casamento. Fred, de maneira astuta, destaca como a vida de Lilli ao lado de Howell será entediante se comparada ao brilho do teatro. Enquanto isso, Bill canta uma canção romântica que escreveu para Lois ("Bianca").
Os gângsteres descobrem que seu chefe foi assassinado, tornando a nota promissória inválida. Lilli decide ir embora – sem Howell – enquanto Fred tenta, sem sucesso, convencê-la a ficar ("So In Love (Reprise)"). Os gângsteres acabam presos no palco e improvisam um tributo a Shakespeare, explicando que conhecer a obra do dramaturgo é a chave para o romance ("Brush Up Your Shakespeare").
A companhia se prepara para o grande final da peça, o casamento de Bianca e Lucentio, mas percebe que está sem uma de suas personagens principais. No entanto, no último momento, Lilli retorna ao palco no momento exato para o discurso final de Katherine (""I Am Ashamed That Women Are So Simple"). No desfecho, Lilli e Fred se reconciliam silenciosamente no palco, e o espetáculo termina com ambos, assim como Bill e Lois, trocando beijos apaixonados ("Kiss Me, Kate (Finale)").

## Lista de Canções
| Act I - "Another Op'nin', Another Show" – Hattie and Company - "Why Can't You Behave?" – Lois Lane and Bill Calhoun - "Wunderbar" – Fred Graham and Lilli Vanessi - "So in Love" – Lilli Vanessi - "We Open in Venice" – Fred Graham, Lilli Vanessi, Lois Lane and Bill Calhoun - "Tom, Dick or Harry" – Bianca, Lucentio, Gremio and Hortensio - "I've Come to Wive it Wealthily in Padua" – Fred Graham and The Men - "I Hate Men" – Lilli Vanessi - "Were Thine That Special Face" – Fred Graham - "We Sing of Love (Cantiamo D'Amore)" – Lois Lane, Bill Calhoun and Ensemble - "Kiss Me, Kate" – Fred Graham, Lili Vanessi and Ensemble | Act II - "Too Darn Hot" – Paul and Ensemble - "Where is the Life That Late I Led?" – Fred Graham - "Always True to You in My Fashion" – Lois Lane - "From This Moment On" – Harrison Howell and Lilli Vanessi - "Bianca" – Bill Calhoun and Company - "So in Love" (Reprise) – Fred Graham - "Brush Up Your Shakespeare" – First Gangster and Second Gangster - "I Am Ashamed That Women Are So Simple" – Lilli Vanessi - "Kiss Me, Kate" (Reprise = Finale) – Company |